# Anemia espiritosantensis
Anemia espiritosantensis är en ormbunkeart som beskrevs av Alexander Curt Brade. Anemia espiritosantensis ingår i släktet Anemia och familjen Anemiaceae. Inga underarter finns listade.